# 善龍寺 (会津若松市)

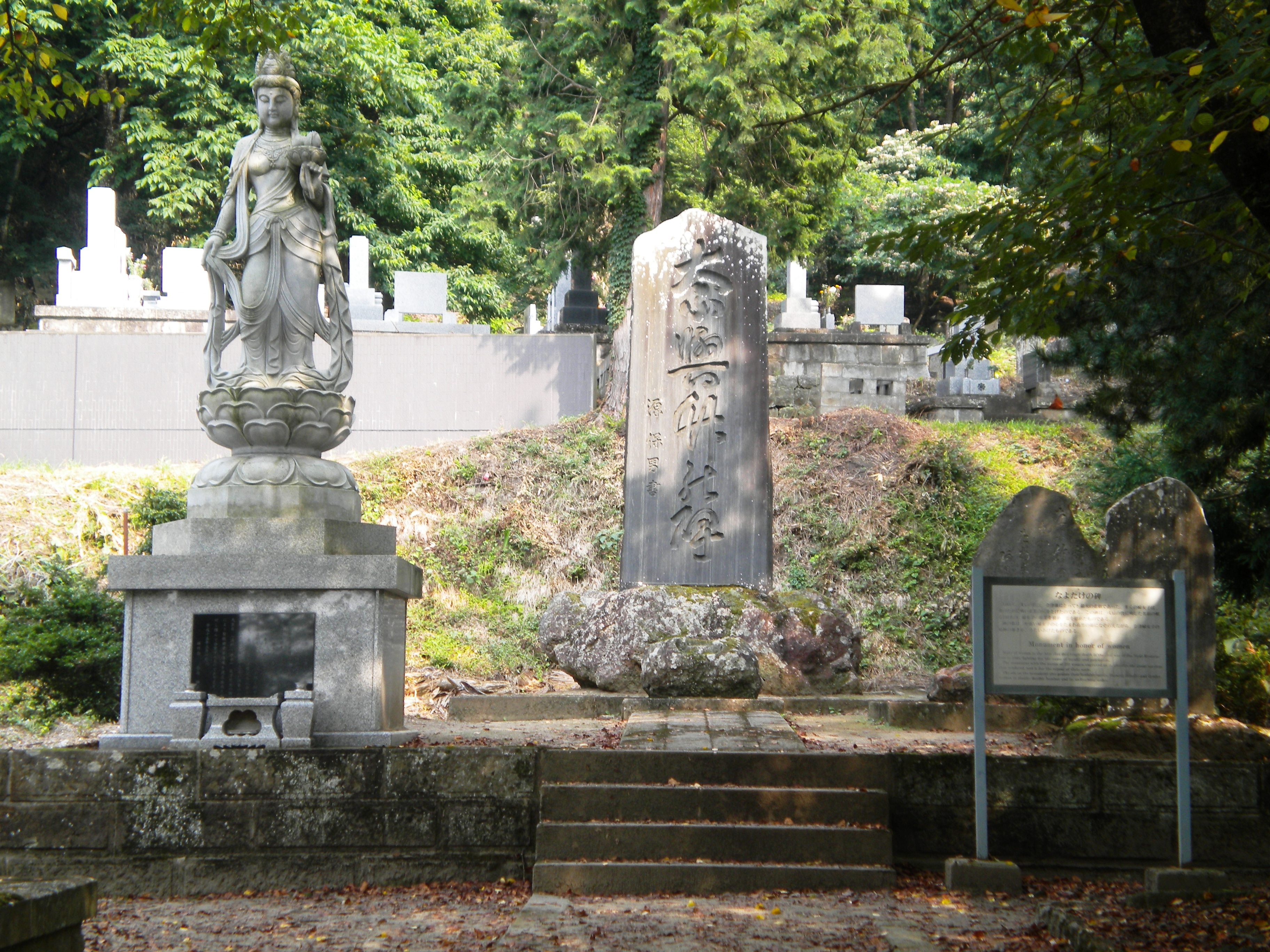
「なよたけの碑（奈与竹之碑）」。裏面には殉難婦女子233人の名が刻まれている。1928年（昭和3年）建立。

善龍寺（ぜんりゅうじ）は、福島県会津若松市にある曹洞宗の寺院。山号は祥雲山。

## 歴史
寛永20年（1643年）、曹洞宗の泉海という僧が、会津藩祖保科正之にしたがい、藩内の花畑という地に建立。その後の寛文7年（1667年）、現在地に移る。戊辰戦争により山門を除いた堂宇すべてが灰燼に帰したものの、寛政年中に建造された山門はが現存する。この山門は竜宮門、竜宮造りという珍しい様式となっている。

## 堂内
- 西郷頼母・千恵子の墓
- 西郷邸で自刃した一族「二十一人之墓」
- 伴百悦の墓
- 赤羽四郎の墓
- 和田晋の墓
- なよたけの碑（西郷千恵子辞世の歌碑）